# Eye in the Sky (Lied)
Eye in the Sky (engl. Auge am Himmel) ist ein Lied der Gruppe The Alan Parsons Project, das 1982 auf dem gleichnamigen Album veröffentlicht wurde.

## Hintergrund
Das Lied ist eines der erfolgreichsten Lieder der Gruppe und erreichte den dritten Platz der U.S. Billboard Hot 100 Charts. Der Sänger und Komponist des Liedes, Eric Woolfson, sagte, dass er eine Menge Zeit in Casinos und Einkaufszonen verbrachte, wo er fasziniert war von den Kameras, welche die Spieler bzw. Käufer überwachten.
Alan Parsons sagte über das Lied:

“… I hated the song when we first started recording it – I was quite ready to drop it altogether. Then we hit upon the hypnotic guitar chugs and it all came together.”

„… Ich habe diesen Song gehasst, als wir mit den Aufnahmen begannen – Ich stand sogar kurz davor, ihn völlig zu verwerfen. Dann stießen wir auf die hypnotischen Gitarrenläufe und der Rest ergab sich von selbst.“

Das kurze Instrumentalstück Sirius geht auf dem Album nahtlos in Eye in the Sky über, im Radio wird Letzteres aber meist alleine gespielt.

## Coverversionen
Die Folk-Rock-Musikerin Jonatha Brooke coverte das Lied auf ihrem Album Back in the Circus, ebenso die israelische Sängerin Noa auf dem Album Gold sowie die australische Band Parralox auf ihrem Album Recovery.